# Maxwell Konadu
Maxwell Konadu  est un footballeur ghanéen né le 4 décembre 1972 à Kumasi. Il évoluait au poste d'attaquant devenu entraîneur.

## Biographie

### En club
Maxwell Konadu joue au Ghana, en Tunisie et au Portugal. Il dispute 12 matchs en première division portugaise (deux buts), 47 matchs en deuxième division portugaise (huit buts), et 10 matchs en troisième division portugaise (deux buts).
Il dispute deux matchs en Coupe de l'UEFA avec le club de Beira-Mar lors de la saison 1999-2000.

### En équipe nationale
Il est médaillé de bronze avec le Ghana lors des Jeux olympiques d'été de 1992. Il dispute trois matchs lors du tournoi olympique.
International ghanéen, il reçoit 2 sélections en équipe du Ghana en 1997.

## Palmarès

### Joueur
Avec Asante Kotoko :
- Champion du Ghana en 1992 et 1993.

Avec le Ghana :
- Médaillé de bronze aux Jeux olympiques d'été de 1992.

### Entraîneur
Avec Asante Kotoko :
- Champion du Ghana en 2012.